# 新谷守
新谷 守（しんたに まもる）は、元アマチュア野球選手（外野手）。

## 来歴・人物
天理高校では、3年生の時に左翼手、三番打者として1972年夏の甲子園に出場した。準決勝に進むが、この大会で優勝した津久見高校の水江正臣に抑えられ敗退。この時のチームメイトにエースの金森道正、一塁手の佐藤清がいる。同年の日韓親善高校野球の日本選抜チームにも選ばれた。
同年のドラフト会議で阪神から5位指名を受けたが入団を拒否し、同志社大学に進学した。関西六大学野球リーグでは田尾安志、笹本信二のバッテリーを擁し3回の優勝を経験。1973年の全日本大学野球選手権大会は準決勝に進むが、エース田村政雄を擁する中大に完封負け。同年の明治神宮野球大会は決勝で駒大に敗れ準優勝。1974年の明治神宮野球大会も準決勝に進むが、中大に敗退。
大学卒業後は、 社会人野球の本田技研鈴鹿のチームに入団した。